# Жуков Георгій Сергійович
Жуков Георгій Сергійович (1907, Санкт-Петербург — червень 1978, Москва) — співробітник радянських органів державної безпеки, уповноважений РНК СРСР з іноземних військових формувань на території СРСР, генерал-лейтенант (1945, позбавлений звання в 1954).

## Біографія
Народився у сім'ї банківського службовця (батько помер в 1921).
Освіта: школа-дев'ятирічка, м.Богородицьк Тульскої губернії, 1924; вечірній комвуз, Смоленськ 1932.
Електромонтер електростанції Богородицька 09.24-06.28; зав. агіт.-проп. відділу, заступник секретаря і секретар райкому ВЛКСМ, Богородицьк, станція Арсеньєво
Рязансько-Уральської залізниці 06.28-10.29.
У РСЧА: курсант 80 стр. полку, 7 окремого штабу БВО, Вітебськ, Смоленськ 10.29-02.30.

## В органах
З лютого 1941 заступник начальника 1-го відділу Другого управління НКГБ СРСР, з вересня 1941 начальник 4-го (і/або 7-го) відділу 2-го управління НКВД СРСР і представник НКВД СРСР для зв'язку з командуванням Польської армії на території СРСР, потім уповноважений СНК СРСР з іноземних військових формувань на території СРСР.
- нач. ОСП УНКВД-УМВС Новосиб. обл. 19.09.44-10.06.48;
- заст. нач. УМВС Новосиб. обл. 10.06.48-03.05.51;
- нач. УСВИТЛ і заст. нач. Дальбуду МВС СРСР, Магадан 03.05.51-17.03.53;
- нач. 8 від. 1-го гол. упр. МВС СРСР 17.03.53-07.05.53;
- нач. 2 від. і заст. нач. 4-го упр. МВС СРСР 07.05.53 — 08.04.54;
- у розпорядженні упр. кадрів КДБ при РМ СРСР;
- звільнений 28.10.54 «по фактам дискредитації».
- Директор готелю «Турист», Москва 1955-06.78.

## Звання
- мол. лейтенант ГБ 09.02.36;
- лейтенант ГБ 13.04.37;
- ст. лейтенант ГБ 28.04.41;
- капітан ГБ 12.07.41;
- майор ГБ 13.08.41;
- комісар ГБ 14.02.43;
- комісар ГБ 3-го рангу 29.03.44;
- генерал-лейтенант 09.07.45.
- Позбавлений звання генерал-лейтенанта 23.11.54.